# 赵源
赵源（？—），中华人民共和国政治人物、外交官。
1978年，担任中华人民共和国驻毛里塔尼亚大使。1982年，接替王锦川担任中华人民共和国驻埃塞俄比亚大使。1985年，由张瑞杰接任。